# Lygistopteroides longipennis
Lygistopteroides longipennis är en skalbaggsart som först beskrevs av Bates 1885.  Lygistopteroides longipennis ingår i släktet Lygistopteroides och familjen långhorningar. Inga underarter finns listade i Catalogue of Life.